# Semih Güler
Semih Güler (Castrop-Rauxel, 30 novembre 1994) è un calciatore tedesco, difensore del Gaziantep.

## Carriera
Nato in Germania da una famiglia di origini turche, èresciuto nel settore giovanile dell'Westfalia Herne, nel 2013 viene promosso in prima squadra. Dopo due stagioni trascorse in Oberliga, viene acquistato dall'Eskişehirspor. Con quest'ultima squadra ha esordito in Süper Lig il 29 maggio 2015, disputando l'incontro perso per 1-3 contro l'Akhisar Belediyespor.
A causa dello scarso impiego (solo 3 presenze tra campionato e coppa), dal 2015 al 2017 gioca in prestito all'Eyüpspor, militando per due stagioni nella terza divisione turca. Nel gennaio 2019 viene acquistato a titolo definitivo dall'Adana Demirspor, con cui ottiene la promozione in massima divisione al termine della stagione 2020-2021.

## Statistiche

### Presenze e reti nei club
Statistiche aggiornate al 5 gennaio 2023.
| Stagione               | Squadra                | Campionato             | Campionato | Campionato | Coppe nazionali | Coppe nazionali | Coppe nazionali | Coppe continentali | Coppe continentali | Coppe continentali | Altre coppe | Altre coppe | Altre coppe | Totale | Totale |
| Stagione               | Squadra                | Comp                   | Pres       | Reti       | Comp            | Pres            | Reti            | Comp               | Pres               | Reti               | Comp        | Pres        | Reti        | Pres   | Reti   |
| ---------------------- | ---------------------- | ---------------------- | ---------- | ---------- | --------------- | --------------- | --------------- | ------------------ | ------------------ | ------------------ | ----------- | ----------- | ----------- | ------ | ------ |
| 2012-2013              | Westfalia Herne        | OL                     | 17         | 0          |                 | -               | -               |                    | -                  | -                  |             | -           | -           | 17     | 0      |
| 2013-2014              | Westfalia Herne        | OL                     | 28         | 2          |                 | -               | -               |                    | -                  | -                  |             | -           | -           | 28     | 2      |
| Totale Westfalia Herne | Totale Westfalia Herne | Totale Westfalia Herne | 45         | 2          |                 | -               | -               |                    | -                  | -                  |             | -           | -           | 45     | 2      |
| 2014-2015              | Eskişehirspor          | SL                     | 1          | 0          | CT              | 2               | 0               |                    | -                  | -                  |             | -           | -           | 3      | 0      |
| 2015-2016              | Eyüpspor               | 2L                     | 25         | 0          | CT              | 0               | 0               |                    | -                  | -                  |             | -           | -           | 25     | 0      |
| 2016-2017              | Eyüpspor               | 2L                     | 28         | 1          | CT              | 1               | 0               |                    | -                  | -                  |             | -           | -           | 29     | 1      |
| Totale Eyüpspor        | Totale Eyüpspor        | Totale Eyüpspor        | 53         | 1          |                 | 1               | 0               |                    | -                  | -                  |             | -           | -           | 54     | 1      |
| 2017-2018              | Eskişehirspor          | 1L                     | 27         | 0          | CT              | 0               | 0               |                    | -                  | -                  |             | -           | -           | 27     | 0      |
| 2018-gen. 2019         | Eskişehirspor          | 1L                     | 17         | 0          | CT              | 0               | 0               |                    | -                  | -                  |             | -           | -           | 17     | 0      |
| Totale Eskişehirspor   | Totale Eskişehirspor   | Totale Eskişehirspor   | 45         | 0          |                 | 2               | 0               |                    | -                  | -                  |             | -           | -           | 47     | 0      |
| gen.-giu. 2019         | Adana Demirspor        | 1L                     | 14+2       | 0          | CT              | -               | -               |                    | -                  | -                  |             | -           | -           | 16     | 0      |
| 2019-2020              | Adana Demirspor        | 1L                     | 18         | 0          | CT              | 0               | 0               |                    | -                  | -                  |             | -           | -           | 18     | 0      |
| 2020-2021              | Adana Demirspor        | 1L                     | 13         | 1          | CT              | 4               | 0               |                    | -                  | -                  |             | -           | -           | 17     | 1      |
| 2021-2022              | Adana Demirspor        | SL                     | 12         | 0          | CT              | 4               | 0               |                    | -                  | -                  |             | -           | -           | 16     | 0      |
| 2022-2023              | Adana Demirspor        | SL                     | 13         | 0          | CT              | 3               | 0               |                    | -                  | -                  |             | -           | -           | 16     | 0      |
| Totale Adana Demirspor | Totale Adana Demirspor | Totale Adana Demirspor | 70+2       | 1+0        |                 | 11              | 0               |                    | -                  | -                  |             | -           | -           | 83     | 1      |
| Totale carriera        | Totale carriera        | Totale carriera        | 215        | 4          |                 | 14              | 0               |                    | -                  | -                  |             | -           | -           | 229    | 4      |

## Palmarès

### Club

#### Competizioni nazionali
- TFF 1. Lig: 1

Adana Demirspor: 2020-2021